# 李赶坡
李赶坡（1949年—），河北平山人，汉族，中华人民共和国政治人物、第十一届全国人民代表大会河北地区代表。
毕业于河北正定师范学校政治专业。加入中共，担任河北敬业集团董事长。2008年起担任全国人大代表。